# Церква священномученика Йосафата і всіх українських мучеників
Це́рква священному́ченика Йосафа́та і всіх украї́нських му́чеників — греко-католицький храм у Львові, на вулиці Довбуша, 24. При храмі діє монастир спільноти Мілес Єзу, заснованої в Ірландії. Храм зведений на початку XVII ст. як костел святого Войцеха, а збудований згодом монастир належав о. Місіонерам.

## Історія
Костел святого Войцеха споруджений 1607 року на північному схилі Змієвої гори. Початково тут з'явилось невелике кладовище для дітей, що померли від холери. Коштом мешканців околиць згодом збудовано храм. 1702 року дерев'яний будинок поруч із храмом замінено новим кам'яним. Цей факт породив поширену практику помилково датувати цим роком і кам'яний храм, якому нібито передував дерев'яний від 1607. За історичною традицією вважається, що в монастирі зупинявся шведський король Карл XII під час облоги Львова. 1749 року при храмі оселились отці Місіонери, котрі прибули до Львова чотирма роками раніше на запрошення Миколая Ґерарда Вижницького. Місіонери заснували бурсу і займались підготовкою кліриків до вступу в духовну семінарію. 1769 року монастир ймовірно передано Театинцям. У 1780-х роках австрійською владою, монастир скасовано, а храм закрито і перетворено на пороховий склад. Після цього ікону з зображенням Святого Войцеха перемістили до церкви на Знесінні, а головний вівтар — до храму на Сихові.
У 900-ту річницю смерті св. Войцеха, у 1897 році храм повернуто громаді і відремонтовано. У монастирі влаштовану бурсу для студентів латинської семінарії. Під час першої світової війни костел закрито, а 1916 року реквізовано дзвони. Тут тривалий час розташовувалися порохові склади австрійського війська, перенесені по війні на Богданівку. Відновлений храм розпочав діяти лише 1932 року. Після другої світової війни у костелі розмістилась військова частина. 1988 року храм віднесено до пам'яток архітектури місцевого значення під номером 903-М. 1993 року костел передано згромадженню Мілес Єзу (Воїнства Христового), а 1996 року освячено як греко-католицьку церкву священномученика Йосафата і всіх українських мучеників. 2002 року чеською маляркою Мілою Міною виконано новий стінопис. Настоятелем храму і монастиря є отець Роберт Ніколетті.